# Dichrophleps elongata
Dichrophleps elongata är en insektsart som beskrevs av Melichar 1925. Dichrophleps elongata ingår i släktet Dichrophleps och familjen dvärgstritar. Inga underarter finns listade i Catalogue of Life.